# Yohei Takaoka
Yohei Takaoka (født 16. marts 1996) er en japansk fodboldspiller, som spiller for den japanske fodboldklub Sagan Tosu.